# Filialkirche Obere Fellach

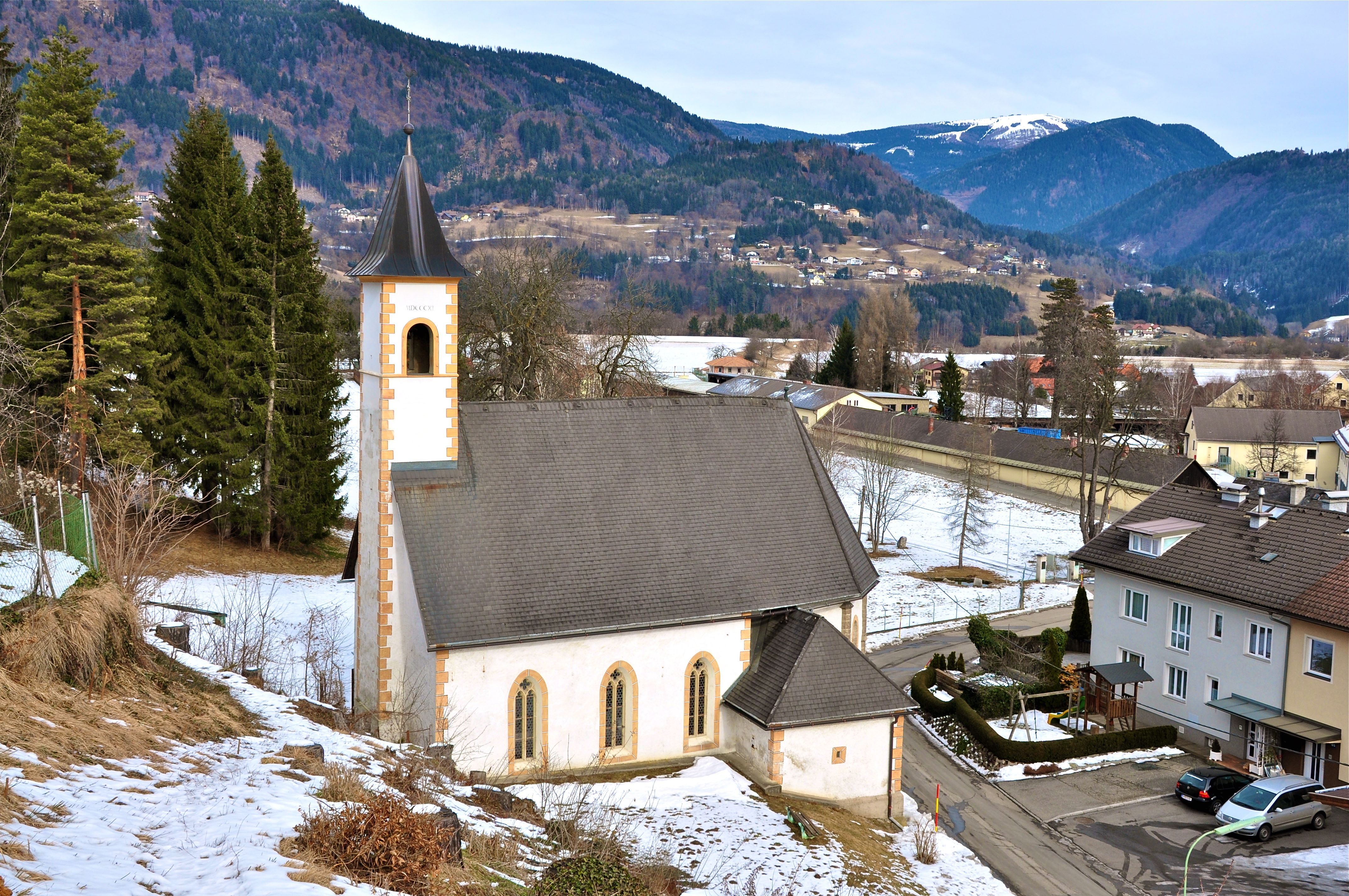

Die Filialkirche Obere Fellach am Ortsrand des gleichnamigen Ortsteils in der Stadtgemeinde Villach ist dem heiligen Thomas geweiht. Paolo Santonino berichtete 1486 von der Weihe einer „nova ecclesia“. Die Kirche ist eine Filiale der Pfarre St. Martin.

## Baubeschreibung
Die kleine spätgotische Kirche besteht aus einem dreijochigen Langhaus und einem eingezogenen Chor mit Fünfachtelschluss von 1486. Der Turm mit Pyramidendach springt leicht aus der Westfassade hervor. Im Südosten ist eine einjochige kreuzgratgewölbte Sakristei angebaut. Man betritt die Kirche von Norden durch eine Vorhalle und ein gotisches Portal. Über dem Langhaus spannt sich ein böhmisches Platzlgewölbe.

## Einrichtung
Der Hochaltar aus dem zweiten Drittel des 17. Jahrhunderts zeigt am Altarblatt Christus und den Apostel Thomas, im Aufsatz steht die Figur des heiligen Florian.
Das Gemälde von 1771 am nördlichen Seitenaltar stellt Mariä Heimsuchung dar, im Aufsatzbild ist der Apostel Bartholomäus zu sehen.
Der südliche Seitenaltar ist ein um 1520 geschaffener Flügelaltar, der früher als Hochaltar aufgestellt war. Älter als der Altar sind die Malereien der Standflügel, die um 1430 bis 1440 von der Wiener oder Wiener Neustädter Werkstätte um den Meister der St. Lambrechter Votivtafel gemalt wurden. Die Kistler(Tischler)arbeit wurde kurz nach 1486 vermutlich in Villach ausgeführt. Der Schrein birgt die Statuen der Heiligen Nikolaus und Thomas, die wahrscheinlich im frühen 16. Jahrhundert in der Nikelsdorfer Werkstatt gefertigt wurden. Die Malereien der beweglichen Innenflügel zeigen die Verkündigung, die Geburt und Taufe Christi sowie die Enthauptung des Johannes. Die Außenflügel stellen Szenen aus der Thomaslegende dar: den ungläubigen Thomas, Thomas auf Eisenspitzen gehend, das Martyrium durch Lanzenstich und die Abendmahlspendung des Thomas am Ostertag. Auf der Vorderseite der Standflügel sind die Heiligen Ursula, Maria Magdalena, Margareta und Barbara gemalt. Die Halbfiguren an der Predellavorderseite stellen die Heiligen Georg, Martin, Christophorus und Rochus dar.
Weiters besitzt die Kirche eine um 1515 in der Nikelsdorfer Werkstatt geschnitzte Figur des Christus Salvator, die früher vermutlich als Altaraufsatz diente.
Die Orgel aus dem 17. Jahrhundert wurde 1986 restauriert.